# Westliches Zwillingsköpfl
Das Westliche Zwillingsköpfl (auch Westlicher Zwillingskopf, nicht amtlich italienisch Testa Gemella Occidentale) ist ein schroffer Felsberg im Hauptkamm der Zillertaler Alpen. Der Gipfel weist eine Höhe von 2835 m auf. Er liegt genau auf der Grenze zwischen dem österreichischen Bundesland Salzburg und der italienischen Provinz Südtirol, die hier mit der Grenze zwischen dem Nationalpark Hohe Tauern und dem Naturpark Rieserferner-Ahrn übereinstimmt. Seit dem Inkrafttreten des Friedensvertrags von Saint-Germain 1920 ist das Westliche Zwillingsköpfl der nördlichste Punkt Italiens. In etwa 350 Meter Entfernung befindet sich das 2841 m hohe Östliche Zwillingsköpfl, mit dem es durch einen Grat verbunden ist. Zuerst bestiegen wurde der Westgipfel am 9. Juli 1895 durch den ersten Herausgeber des Nietzsche-Archivs Fritz Koegel aus Konstanz und den Bergführer Franz Hofer.

## Lage und Umgebung
Das Westliche Zwillingsköpfl liegt auf dem östlichen Zillertaler Hauptkamm, der hier einen nach Norden gewölbten Bogen beschreibt. Nördlich der beiden Köpfe erstreckt sich der Gletscher Klockerkarkees, der durch den vom Westlichen Zwillingsköpfl ausgesandten Nordgrat zweigeteilt wird. Benachbarte Berge sind im Südwesten, getrennt durch die Klockerkarscharte, der Klockerkarkopf (2911 m) und der Pfaffenschneidkopf (2918 m). Im Südosten folgt nach dem Östlichen Zwillingsköpfl (2841 m) die 2869 m hohe Steinkarspitze. Nach Norden fällt das Gebiet ab zum oberen Krimmler Achental, nach Süden zum Ahrntal. Die nächstgelegene Siedlung ist im Südwesten Kasern, das etwa 7 Kilometer Luftlinie entfernt liegt. Das nördlich gelegene Krimml ist gut 14 km entfernt.

## Touristische Erschließung
Stützpunkte für eine Besteigung des Westlichen Zwillingsköpfls bilden das Krimmler Tauernhaus für Anstiege von Norden aus und die Birnlückenhütte (Rifugio Tridentina) für den südlich verlaufenden Lausitzer Weg. Der Weg von Norden führt über das Klockerkarkees und den Nordgrat zum Gipfel. Von Süden erfolgt der Anstieg durch das südlich vom Klockerkarkopf liegende Kar südlich vom Klockerkarkopf hinauf zur Klockerkarscharte und über den Westgrat zum Gipfel. Beide Routen erfordern an den Gipfelgraten Kletterfähigkeiten im UIAA-Grad III.